# 金沢市立三馬小学校
金沢市立三馬小学校（かなざわしりつ みんましょうがっこう、英語: Kanazawa Municipal Minma Elementary School）は、石川県金沢市久安6丁目にある公立小学校。

## 概要
1874年（明治7年）の泉小学校創立に始まる、金沢市内でも歴史のある小学校。2024年で創立150周年を迎えた。
児童数急増に伴い、1974年に伏見台小学校を分離したが、その後もさらに児童数増が続いたため、1983年に米泉小学校を分離した。
公立進学者の場合は清泉中学校へ進学する。

## 沿革
《主要な出典：》
- 1874年（明治07年）5月 - のちの石川郡三馬村にあたる泉（）村で泉小学校創立 [7]。
- 1876年（明治09年）4月 - 久安（）村で久安小学校創設。
- 1892年（明治25年）4月 - 小学校令改正により尋常小学校となる。
- 1912年（大正元年）9月9日[8] - 泉尋常小学校・久安尋常小学校[9]を廃校。両校を合併し三馬尋常小学校[10]創立。
- 1920年（大正09年）4月1日 - 高等科を併置、三馬尋常高等小学校と改称[11]。
- 1936年（昭和11年）4月1日 - 三馬村の金沢市編入に伴い、金沢市立三馬尋常高等小学校と改称。
- 1941年（昭和16年）4月1日 - 国民学校令施行に伴い、金沢市立三馬国民学校と改称。
- 1947年（昭和22年）4月1日 - 学制改革により金沢市立三馬小学校と改称。
- 1956年（昭和31年）6月10日 - 創立80周年記念式挙行、校歌制定。
- 1966年（昭和41年）7月29日 - 新校舎起工式[12]。
- 1970年（昭和45年）
  - 7月21日 - 4年がかりで改築していた校舎が完成、落成式を行う[13]。
  - 9月初めごろ（2学期始業時点） - 金沢市立内川小学校堂（）分校の廃校に伴い、同分校児童を編入[13][14][注釈 1]。
- 1974年（昭和49年）
  - 4月1日 - 金沢市立伏見台小学校を分離、新設（伏見台小学校は同年9月に独立・移転）。
  - 10月11日 - 創立100周年記念式挙行。
- 1976年（昭和51年）4月12日 - 米飯給食を開始[13]。
- 1982年（昭和57年）1月12日 - 第2三馬小学校（仮称）[注釈 2]起工式。
- 1983年（昭和58年）4月1日 - 金沢市立米泉小学校を分離、新設。
- 1994年（平成06年）10月22日 - 創立120周年記念式挙行。
- 2004年（平成16年）
  - 4月1日 - 2学期制開始。
  - 10月22日 - 創立130周年記念式挙行。
- 2014年（平成26年）
  - 4月1日 - 3学期制に移行。
  - 11月28日 - 創立140周年記念式挙行。
- 2018年（平成30年）12月3日 - 同小の地域学校協働本部が、地域活性化に取り組む活動を顕彰する文部科学大臣表彰を受ける[19]。
- 2020年（令和02年）2月 - 各教室に冷房機設置。
- 2021年（令和03年）4月1日 - GIGAスクールが始まる。

## 著名な出身者
- 泉圭輔 - プロ野球選手
- 大松尚逸 - 元プロ野球選手
- 田中美絵子 - 政治家（元衆議院議員、現石川県議会議員）